# Alberto Martí
Alberto José Martí Linares (Montevideo, 12 agosto 1914 – ...) è stato un cestista uruguaiano.

## Carriera
Con l'Uruguay ha disputato i Giochi olimpici di Berlino 1936.